# آيفون 15 برو
آيفون 15 برو و آيفون 15 برو ماكس هو عبارة عن مجموعة هواتف ذكية صممتها وطوترها وسوتقها شركة أبل ضمن سلسلة آيفون الرائدة من الجيل السابع عشر، خلفًا لهاتفي آيفون 14 برو وماكس، أعلن عن الأجهزة جنبًا إلى جنب مع آيفون 15 وآيفون 15 بلس خلال حدث أبل في أبل بارك في كوبيرتينو، في 12 سبتمبر 2023. بدأت الطلبات المسبقة في 15 سبتمبر 2023، وستكون متاحة في 22 سبتمبر 2023.

### تصميم
هيكل الهاتف مصنوع من التيتانيوم. متوفر بألوان التيتانيوم الطبيعي الأزرق والأبيض والأسود.
| لون | اسم                |
| --- | ------------------ |
|     | التيتانيوم الطبيعي |
|     | التيتانيوم الأزرق  |
|     | التيتانيوم الأبيض  |
|     | تيتانيوم أسود      |

### برمجة
يعمل الهاتف بنظام التشغيل آي أو إس 17.

## روابط خارجية
- iPhone 15 Pro
 – الموقع الرسمي